# Carabodes clavatus
Carabodes clavatus är en kvalsterart som beskrevs av Warburton 1912. Carabodes clavatus ingår i släktet Carabodes och familjen Carabodidae. Inga underarter finns listade.